# Don’t Let Me Down (piosenka Willa Younga)
Don’t Let Me Down – to piosenka napisana przez Richarda Stannarda, Juliana Gallaghera, D. Morgana, Willa Younga i Simona Hale’a, a wykonywana przez Willa Younga. Wraz z utworem „You and I” została wydana jako czwarty singel artysty. Piosenka uplasowała się na drugim miejscu brytyjskiej listy UK Singles Chart.

## Lista utworów

### CD1
1. „Don’t Let Me Down” (R. Stannard/J. Gallagher/D. Morgan/W. Young/S. Hale) – 4:46
2. „You and I” (E. Johnson/H. Johnson/M. Peden) – 4:06
3. „If That’s What You Want” (P. Wilson/A. Watkins/T. Ackerman) – 4:17
4. „You and I” (wideo)

### CD2
1. „Don’t Let Me Down”
2. „You and I”
3. „Ready or Not” (R. Stannard/J. Gallagher/D. Morgan/W. Young)

## Pozycje na listach przebojów
| Kraj            | Pozycja |
| --------------- | ------- |
| Wielka Brytania | 2       |
| Irlandia        | 27      |